# 圣皮埃尔勒穆捷
圣皮埃尔勒穆捷（法語：Saint-Pierre-le-Moûtier，法語發音：[sɛ̃ pjɛʁ lə mutje]），法国中部市镇，位于勃艮第-弗朗什-孔泰大区涅夫勒省，隶属于讷韦尔区，其市镇面积为47.67平方公里，2022年1月1日时人口数量为1,828人，在法国城市中排名第5,712位。
圣皮埃尔勒穆捷位于涅夫勒省西南部，是一个区域性的中心城市和交通枢纽，前往布尔日、讷韦尔和穆兰三个方向的干线公路在此交汇，另有莫雷－里昂铁路经过其境内并设有车站。

## 地名来源

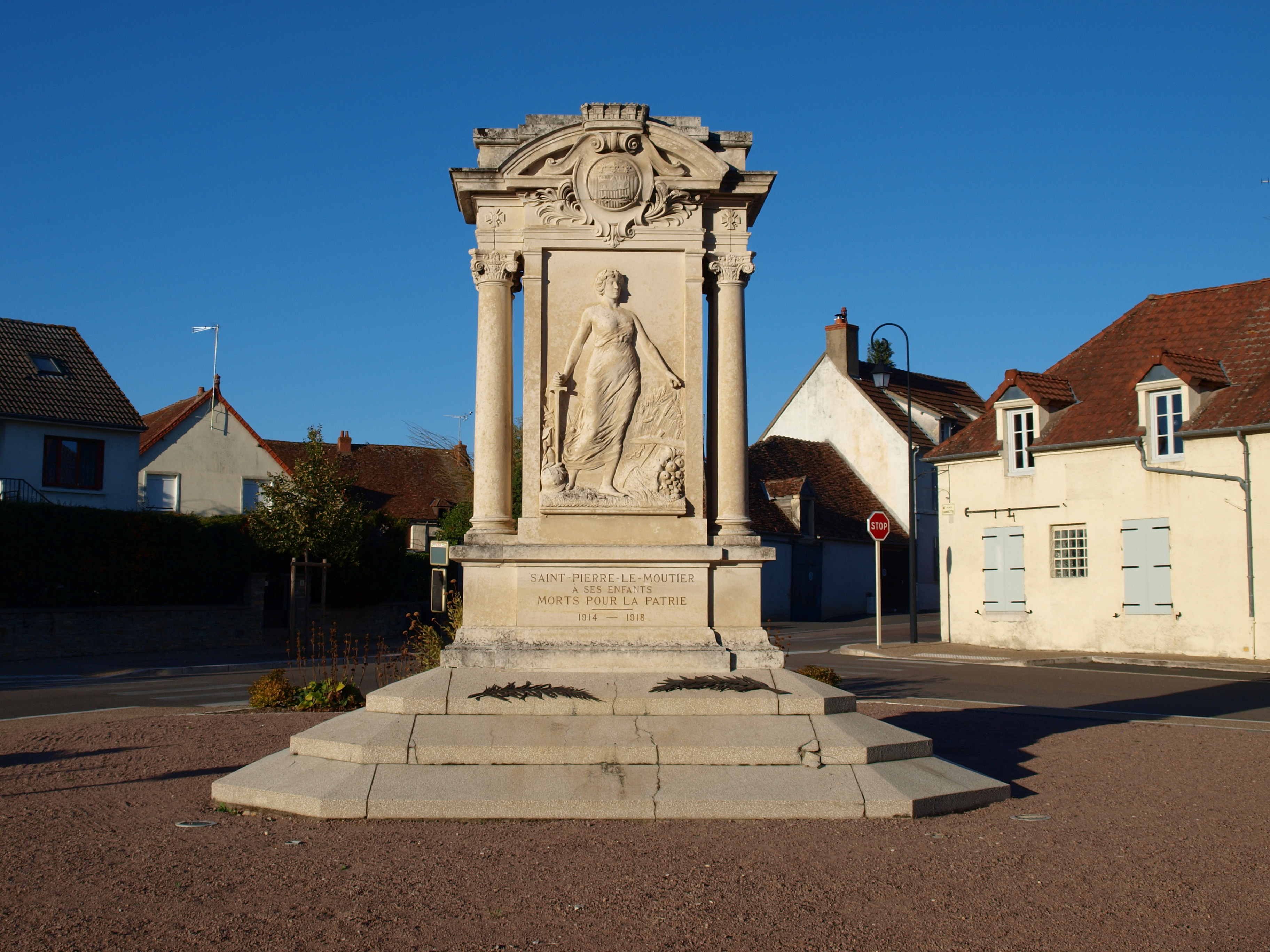
烈士纪念碑

“Saint Pierre”一名可能来源于某位天主教圣人，其生平尚有待考证；“Moûtier”一名来源于拉丁语单词monisterium，意为“僧院”，后者对应的现代法语单词为“monastère”。

## 历史
根据当地官方网站的论述，圣皮埃尔勒穆捷最初于公元6世纪时被记载，彼时当地有一座奥斯特拉西亚的布伦希尔德统治时期修建的僧院。中世纪时，圣皮埃尔勒穆捷长期为一处普通农业村落。英法百年战争期间，当地一度被英格兰军队占领，1429年秋季，圣女贞德发动围城战，最终收复了圣皮埃尔勒穆捷。1622年，圣奥古斯丁修道会曾在此创办一处讲堂。法国大革命后，圣皮埃尔勒穆捷成为的涅夫勒省一个市镇，并在1790至1795年间为当地的一个地区行署。工业革命期间，途径圣皮埃尔勒穆捷的公路和铁路线相继建成，该市镇成为一个区域性的交通枢纽。

## 地理

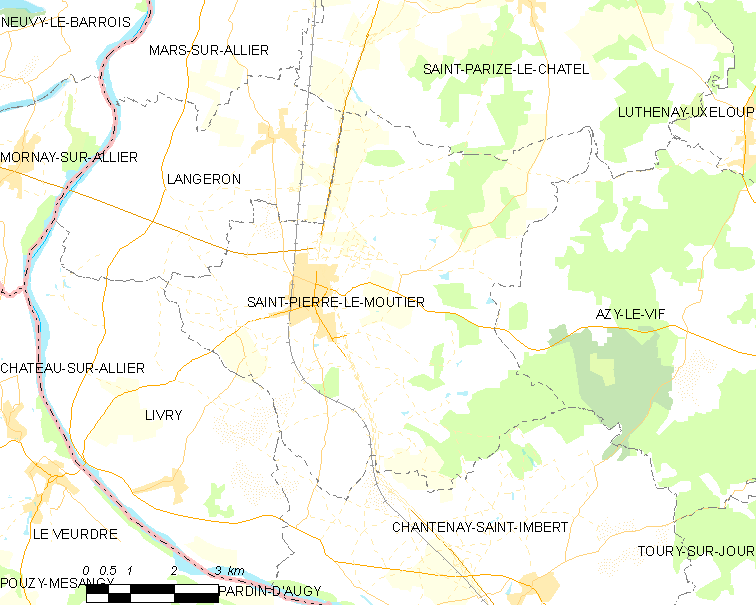
圣皮埃尔勒穆捷市镇范围地图

圣皮埃尔勒穆捷位于法国中部，勃艮第-弗朗什-孔泰大区西南部和涅夫勒省西南部，距离省会讷韦尔大约27公里。与圣皮埃尔勒穆捷接壤的市镇包括：圣帕里兹勒沙泰勒、阿济勒维夫、尚特奈圣安贝尔、朗热龙、利夫里。

### 地形
圣皮埃尔勒穆捷位于法国中央高原与巴黎盆地之间的过渡地带，境内以平原和浅丘为主，市镇中心地势较为平坦，全境海拔在188到264米之间。

### 水文
圣皮埃尔勒穆捷位于卢瓦尔河流域内，其市镇范围东部有多处沼塘。

### 植被
圣皮埃尔勒穆捷属于温带阔叶混交林区，林地多分布于水源附近，市镇范围东南部为沙贝森林（Forêt de Chabet）的组成部分。
在鲜花城市的评比中，圣皮埃尔勒穆捷暂未被评级。

### 气候
圣皮埃尔勒穆捷在柯本气候分类法中属于温带海洋性气候。

## 行政区划
圣皮埃尔勒穆捷的市镇编号为58264，邮政编号为58240。
在行政管理方面，圣皮埃尔勒穆捷隶属于法国勃艮第-弗朗什-孔泰大区涅夫勒省讷韦尔区；在地方选举方面，圣皮埃尔勒穆捷是圣皮埃尔勒穆捷县的中央投票站所在地，其市镇范围全境被划入涅夫勒省第二选区；在社会管理方面，圣皮埃尔勒穆捷是波旁尼韦尔奈市镇公共社区的办公驻地。
法国国家统计与经济研究所（简称）在进行数据统计时，未将圣皮埃尔勒穆捷划入任何城市核心区和城市区。自2020年起，圣皮埃尔勒穆捷被划入包含93个市镇的讷韦尔城市辐射区内。 此外，还将圣皮埃尔勒穆捷市镇整体看作一个“块区”（IRIS），以便于统计人口分布情况。

## 交通

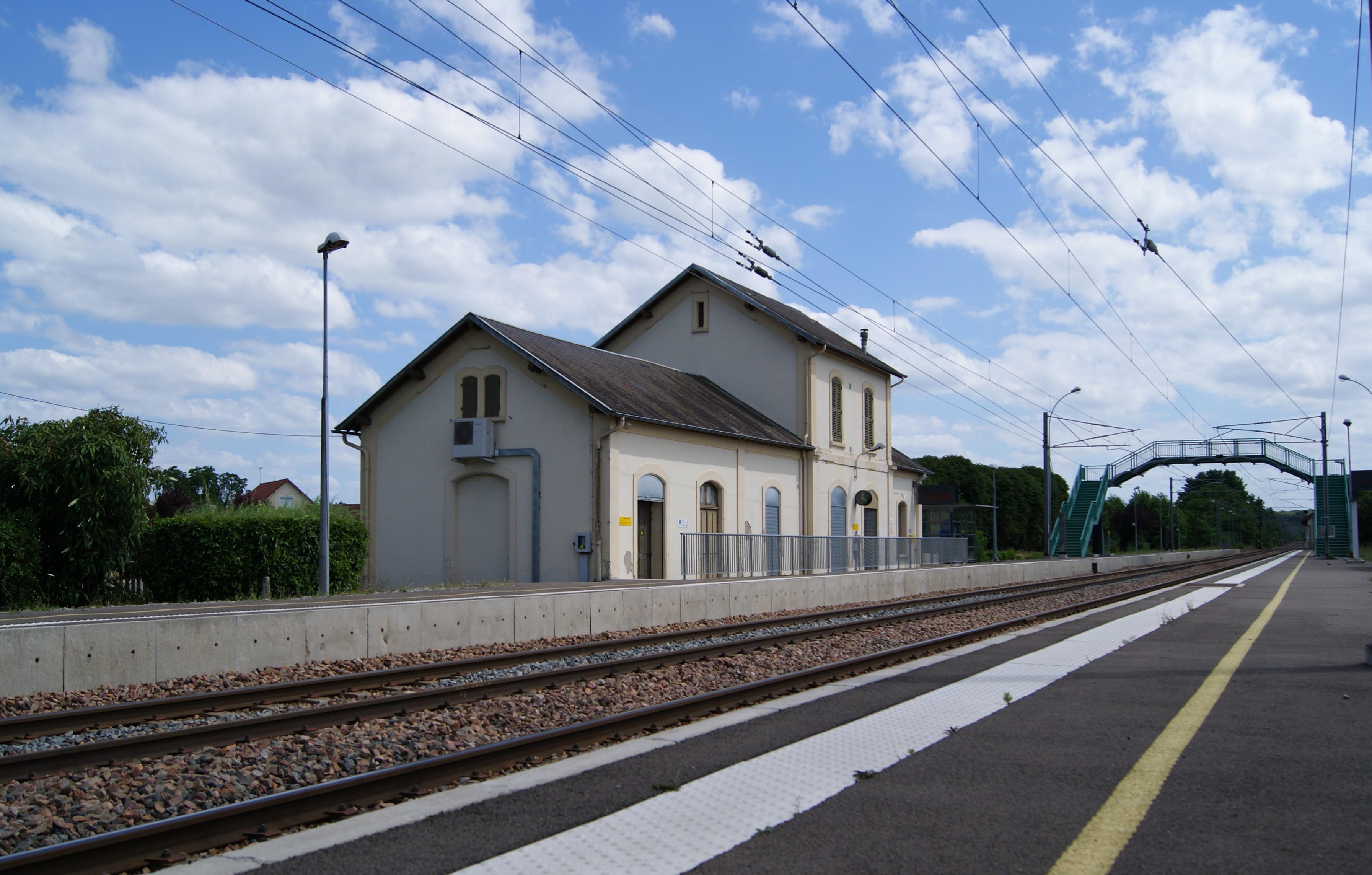
圣皮埃尔勒穆捷火车站

### 公路
法国国道N7线和多条涅夫勒省省道在圣皮埃尔勒穆捷境内交汇。勃艮第-弗朗什-孔泰大区下属的城际客运提供巴士线路，可前往周边部分市镇。
2018年，67%的圣皮埃尔勒穆捷家庭拥有至少一辆私人汽车。2019年，圣皮埃尔勒穆捷境内共发生各类交通事故2起，造成4人受伤。
| 8 | 58 |

| 37 | 20 |

| 讷韦尔 | 27 |

| 德西兹 | 31 |

| 穆兰 | 33 |

| 桑宽 | 17 |

| 布尔日 | 67 |

| 圣阿芒蒙龙 | 53 |

### 铁路
圣皮埃尔勒穆捷位于莫雷－里昂铁路上。圣皮埃尔勒穆捷站位于市区西部，停靠往返于讷韦尔和穆兰一线的区域列车。

### 航空
距离圣皮埃尔勒穆捷最近的民用航空站为克莱蒙费朗机场，距离圣皮埃尔勒穆捷市中心的公路里程约130公里。

### 城市公共交通
截至2022年8月，圣皮埃尔勒穆捷暂无城市公共交通系统。

## 政治
圣皮埃尔勒穆捷的现任市长为皮埃尔·比亚尔先生（Pierre BILLARD），他是一名无党派人士，在2020年的市政选举中获得了100.00%的支持率（无其他候选人）。
在2022年的法国总统大选中，法国国民阵线主席玛丽娜·勒庞在圣皮埃尔勒穆捷获得了52.49%的支持率。

## 人口
2019年，圣皮埃尔勒穆捷市镇人口数量为1,918，在法国排名第5,712位。其中男性897人，女性982人，75岁及以上人口占15.2%，外籍人口数量为61人，人口密度为39人/平方公里，当地居民被称为（男性）或（女性）。2020年，圣皮埃尔勒穆捷境内出生21人，死亡人口44人。
| 圣皮埃尔勒穆捷1901年－2019年人口变化情况 |
|                                          |
| 数据来源：Cassini、INSEE                 |

## 经济
圣皮埃尔勒穆捷是一个区域性的中心城市。截止2022年8月，圣皮埃尔勒穆捷市镇范围内共有各类用人单位（包含自雇）288家，平均历史为24年，均为中小型企业（PME），2022年6月至8月间，当地的经济活力指数为0.35%。 （汽修）和（电气）是当地2021年营业额最高的三个企业，分别为82,784欧元和23,794欧元。

## 财政与居民收入
2020年，圣皮埃尔勒穆捷的财政收入总额为2,173,010欧元，财政支出总额为1,550,570欧元，当年的债务总额为2,036,790欧元。2021年，圣皮埃尔勒穆捷市镇共获得560,927欧元的国家财政补助，比上一年增加了1%。
2014年，圣皮埃尔勒穆捷的人均月收入总额为1,810欧元，其中高级职员为2,862欧元，低于法国平均水平（4,230欧元）；中级职员为2,048欧元，低于法国平均水平（2,411欧元）；普通职员为1,538欧元，亦低于法国平均水平（1,740欧元）。
2018年，圣皮埃尔勒穆捷境内的青壮年（15至64岁）失业率为11.9%，当地38.5%的家庭拥有纳税资格，平均纳税1,107欧元，低于法国平均水平（3,910欧元）。

## 社会事务

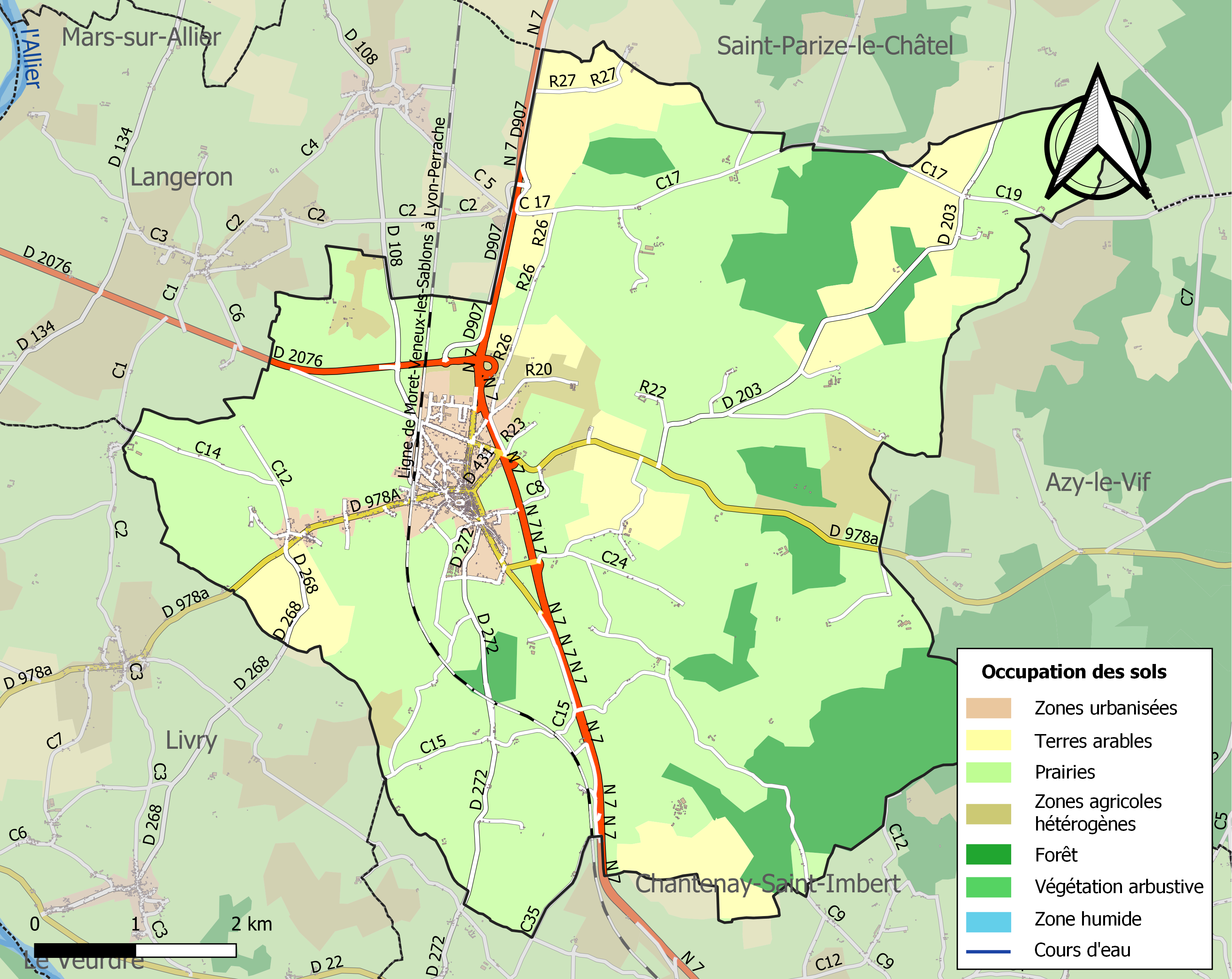
圣皮埃尔勒穆捷土地利用情况地图

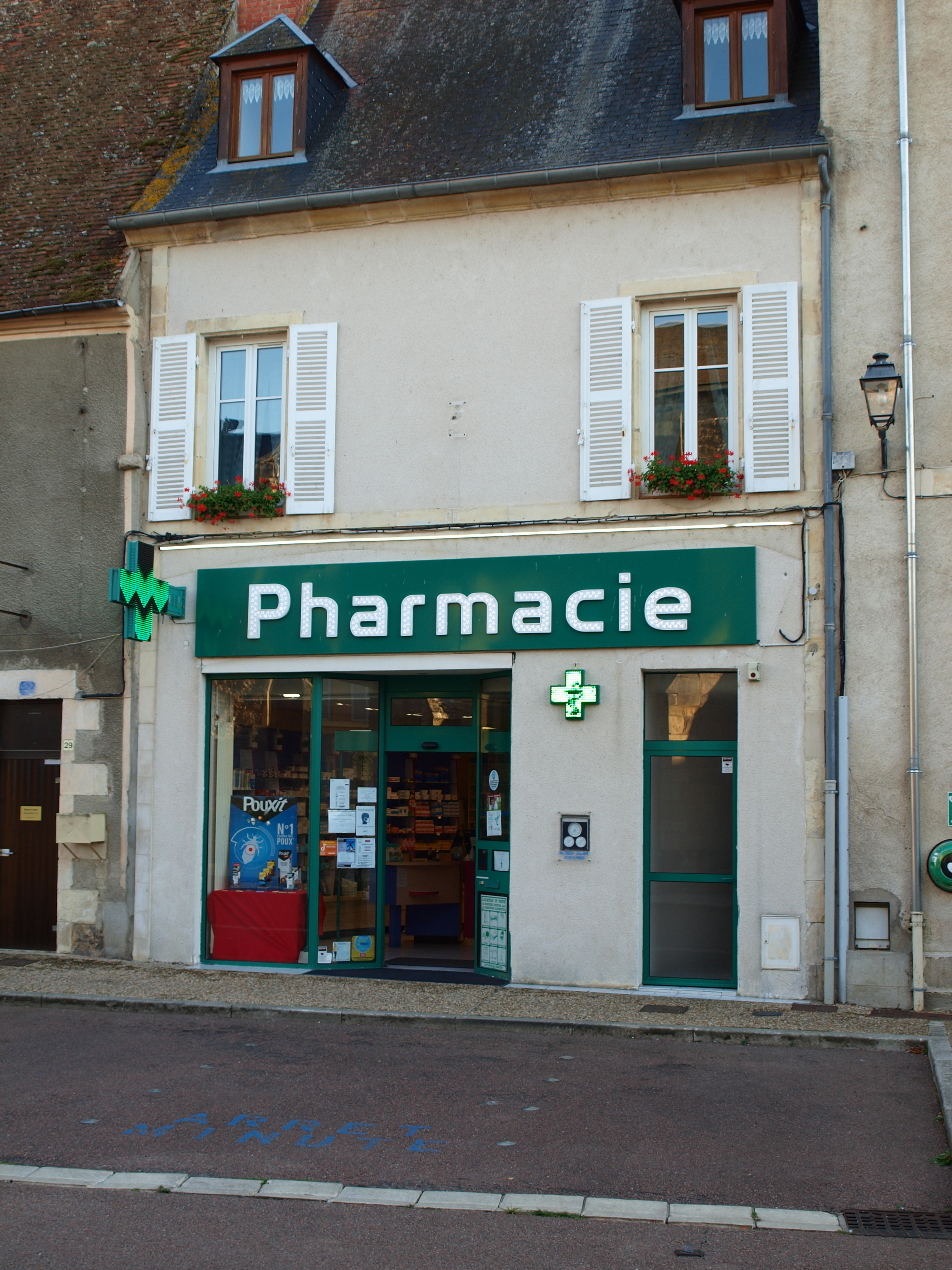
圣皮埃尔勒穆捷镇中心的一家药房

### 教育
圣皮埃尔勒穆捷属于第戎学区。截止2020年1月1日，圣皮埃尔勒穆捷境内共有1所初级中学。2018至2019学年度，圣皮埃尔勒穆捷境内共有在校中等教育阶段学生338名。

### 医疗
截止2020年1月1日，圣皮埃尔勒穆捷境内共有全科医生2名、保健师2名、牙医1名、护士7名。境内共有药房2家、养老院2家。
距离圣皮埃尔勒穆捷最近的区域性医疗机构为讷韦尔城市圈中心医院（Centre Hospitalier de l'Agglomération de Nevers），其主病区位于讷韦尔市区，距离圣皮埃尔勒穆捷市区的正常车程在半小时以内，该院设有床位495个，是当地规模最大的公立综合性医院。

### 住房
2018年，圣皮埃尔勒穆捷境内共有各类住房1,141套，其中75.6%为独立式居民区，23.8%为集中式居民区。常住房屋占圣皮埃尔勒穆捷市镇范围内居民建筑总量的78.9%。
在住房保障政策方面，2020年，圣皮埃尔勒穆捷境内共有209户家庭获得了住房经济补助，受益人数占总人口数量的10.9%，其中195份为房租补助。

### 商业
2019年，圣皮埃尔勒穆捷境内共有各类实体商铺46家，其中餐厅5家、大型超市1家、杂货店1家、面包房2家、肉铺1家、书店1家、银行门店2家、美容美发店2家、汽车维修店4家。镇中心建有Proxi便民超市。

### 体育
2020年，圣皮埃尔勒穆捷境内共有1间体育馆、2处网球场以及2处足球或橄榄球场。
截至2022年8月，圣皮埃尔足球体育联盟（Union Sportive St Pierre Football 58，编号512846）是当地唯一的注册足球俱乐部，其主队2022至2023赛季参加涅夫勒省足球联赛（法国第九级别），其主场为阿莱克西·法西耶球场（Stade Alexis Fassier）。

### 环境
圣皮埃尔勒穆捷的环境事务由其所属的波旁尼韦尔奈市镇公共社区联合各级政府协调负责。2019年，圣皮埃尔勒穆捷境内暂无污染企业。

### 治安
2019年，圣皮埃尔勒穆捷市镇范围内有1处宪兵队。
圣皮埃尔勒穆捷及其附近的共78个市镇是讷韦尔国家宪兵队（zone gendarmerie de Nevers）的管辖范围。2020年，该宪兵队累计记录各类案件2,681起，其中盗窃类案件1,511起，经济类案件444起，毒品交易类案件61起。

## 文化

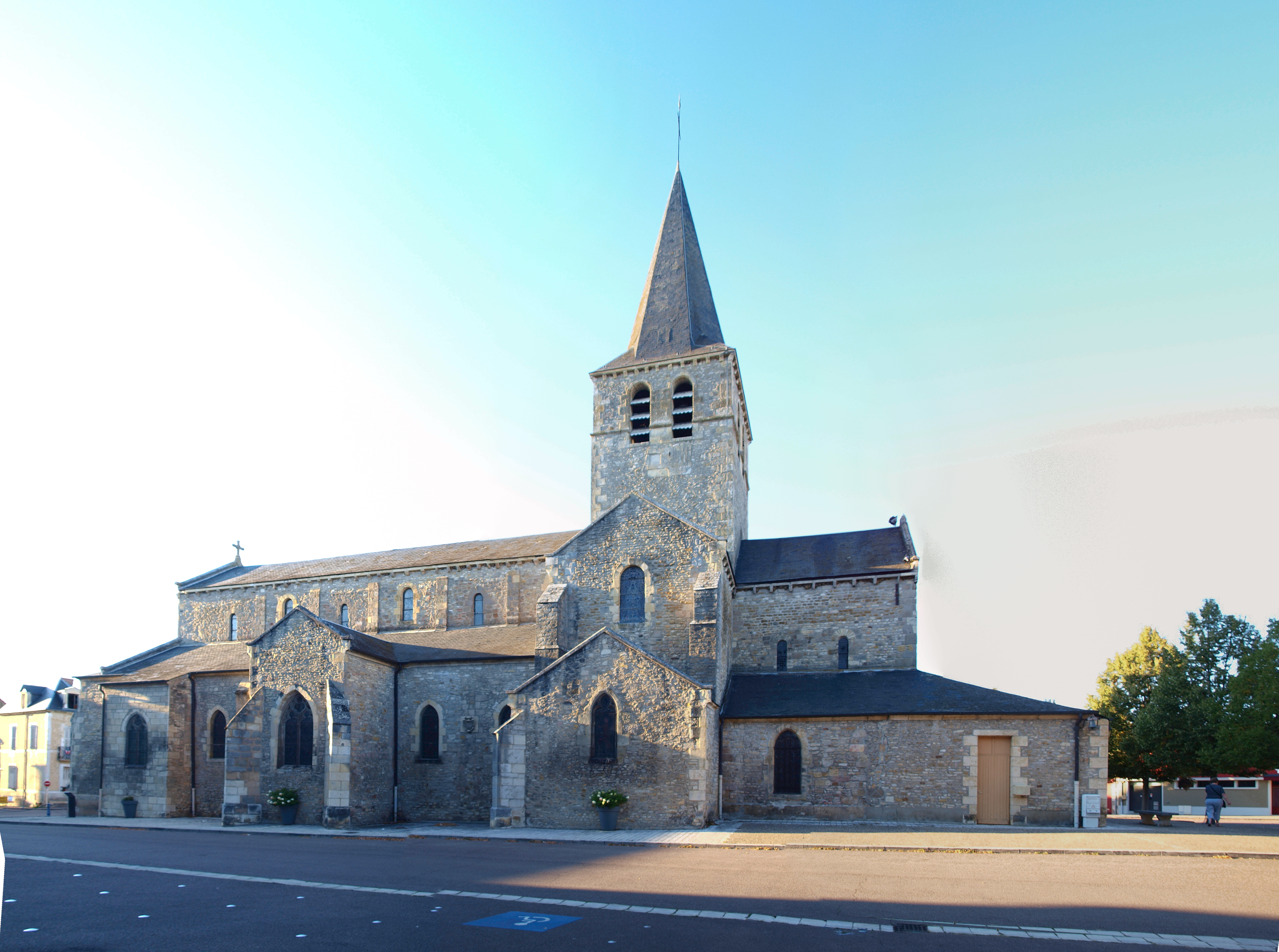
圣皮埃尔勒穆捷圣伯多禄教堂

2020年，圣皮埃尔勒穆捷境内暂无任何文化设施。圣皮埃尔勒穆捷市政府提供多媒体中心，每周二至六向公众开放。

### 建筑
圣皮埃尔勒穆捷境内有多处历史建筑，其中圣皮埃尔勒穆捷圣伯多禄教堂是法国国家文物保护单位，也是当地的地标性建筑物。

### 旅游
圣皮埃尔勒穆捷的旅游事务由其所属的波旁尼韦尔奈市镇公共社区负责。2021年，圣皮埃尔勒穆捷境内共有1个露营地，可容纳共48辆露营车。

### 媒体
法国主要的媒体均可在圣皮埃尔勒穆捷接收，法国电视三台下属的勃艮第-弗朗什-孔泰大区频道在部分时段播出圣皮埃尔勒穆捷所属区域的地方新闻。一号广播、震动广播、《中部日报》等是当地主要的地方性媒体。

## 友好城市
截至2022年8月，圣皮埃尔勒穆捷共与一座城市互为友好城市关系：
- 德国 伦斯多夫